# الوتان، صنعا
ال-وتان، صنعا یک منطقهٔ مسکونی در یمن است که در استان صنعا واقع شده‌است.